# Augustus 2021
Dit artikel geeft een chronologisch overzicht van de belangrijkste gebeurtenissen per dag in de maand augustus van het jaar 2021.

## Gebeurtenissen

### 5 augustus
- Ebrahim Raisi wordt geïnaugureerd als nieuwe president van Iran.[1]
- De Franse Grondwettelijke Raad keurt een omstreden wet goed die het hebben van een coronapas verplicht stelt om kroegen, restaurants en bepaalde winkelcentra te bezoeken. De wet was vorige week al goedgekeurd door het Franse parlement.[2]
- In de Australische stad Sydney worden 259 nieuwe COVID-19-besmettingen gemeld en vijf doden door het virus, een recordaantal sinds het begin van de pandemie. In de stad is sinds zes weken een harde lockdown van kracht.[3]
- Bij een busongeluk bij de Amerikaanse plaats Encino (Texas) vallen zeker 10 doden.[4]

### 6 augustus
- In een Odakyu-trein in de Tokiose wijk Setagaya verwondt een man tien passagiers met een mes. Hij wordt enkele uren later gearresteerd.[5]Wikinieuws
- De ruimte robot Perseverance van de Amerikaanse ruimtevaartorganisatie NASA slaagt er niet in om een monster te nemen van een steen op de planeet Mars. Later zal een nieuwe poging worden gedaan.[6]

### 7 augustus
- Na extreme hitte en aanhoudende droogte woeden in veel delen van Zuid-Europa grote bosbranden. Met name Griekenland en Turkije worden getroffen. In Turkije zijn de afgelopen 10 dagen zeker 8 doden gevallen.[7]
- Vanwege hevige bosbranden in Noordoost-Siberië worden tientallen dorpen ten zuidoosten van Jakoetsk geëvacueerd.[8]

### 8 augustus
- Bij een busongeluk in de Turkse provincie Balıkesir vallen zeker 14 doden.[9]
- Kunduz, de hoofdstad van de gelijknamige Afghaanse provincie, wordt ingenomen door de Taliban, als derde Afghaanse provinciehoofdstad binnen 48 uur.[10]Wikinieuws

### 9 augustus
- Het klimaatpanel van de Verenigde Naties (Intergouvernementele Werkgroep inzake Klimaatverandering) brengt een nieuw klimaatrapport uit, waarin experts waarschuwen voor meer weersextremen.[11]
- In de Franse plaats Saint-Laurent-sur-Sèvre wordt een priester vermoord. De dader is een 40-jarige man uit Rwanda, die vorig jaar ook de kathedraal van Nantes in brand stak.[12]

### 11 augustus
- In Floridia (Sicilië) wordt 48,8 °C gemeten, de hoogste temperatuur ooit in Europa. Het oude hitterecord uit 1977 is hiermee gesneuveld.[13]

### 12 augustus
- In Plymouth (Zuidwest-Engeland) schiet een 22-jarige man vijf mensen dood en pleegt daarna zelfmoord. Een van de slachtoffers is een 3-jarig meisje.[14]

### 13 augustus
- In de Afghaanse provincie Uruzgan veroveren de Taliban de hoofdstad Tarin Kowt en het voormalige Kamp Holland, waar eerder de Nederlandse Task Force Uruzgan was gelegerd.[15]

### 14 augustus
- Haïti wordt getroffen door een aardbeving met een kracht van 7,2 op de schaal van Richter.[16] Er vallen meer dan 1000 doden.[17] (Lees verder)
- In de Turkse plaats Adana stort een Russisch Beriev Be-200-vliegtuig neer dat de bosbranden waar Turkije sinds juli mee kampt moest blussen. Er vallen acht doden.[18] Wikinieuws
- In Niger zijn deze zomer als gevolg van ware regenval zeker 64 doden gevallen. Vooral de gebieden Maradi en Agadez en de hoofdstad Niamey zijn zwaar getroffen.[19]

### 15 augustus
- De Taliban roepen vanuit het presidentieel paleis in Kabul de overwinning uit. President Ashraf Ghani van Afghanistan ontvlucht het land.[20] (Lees verder)

### 16 augustus
- Hakainde Hichilema wint de presidentverkiezingen in Zambia.[21]

### 17 augustus
- Nieuw-Zeeland gaat voor drie dagen in lockdown na enkele nieuwe besmettingen met COVID-19, onder meer in Auckland waar de lockdown een week duurt.[22]

### 24 augustus
- De Paralympische Zomerspelen gaan van start.

### 26 augustus
- Bij een zelfmoordaanslag bij het vliegveld van de Afghaanse hoofdstad Kabul – waar een grootschalige evacuatie aan de gang was van mensen die Afghanistan willen verlaten na de machtsovername door de Taliban – vallen zeker 60 doden en 140 gewonden. IS eist de aanslag op. (Lees verder)

### 30 augustus
- In dierenpark Amersfoort ontsnappen twee wolven uit hun verblijf, door een gat onder het hek dat ze waarschijnlijk zelf gegraven hebben. De wolven worden gevangen en weer teruggebracht.[23]

### 31 augustus
- De orkaan Ida richt grote schade aan in de Amerikaanse staat Louisiana.[24] In de nasleep van de orkaan vallen tientallen doden in de staten Maryland, New York en New Jersey.[25]

## Overleden
<< · januari · februari · maart · april · mei · juni · juli · augustus · september · oktober · november · december · >>